# Austrália nas Guerras Mundiais
A Austrália participou ativamente da I Guerra Mundial enviando tropas para a Turquia, e na II Guerra Mundial lutando contra os japoneses.

## Antecedentes
Nos idos da década de 1910, a Austrália estava começando a se estabelecer como país, a capital Canberra estava sendo construída. Por conta da morte do Arquiduque Francisco Ferdinando na Europa, e a entrada do Reino Unido na guerra, a Austrália se uniu a Nova Zelândia e formou a ANZAC (Australia and New Zealand Army Corps).
Na II Guerra Mundial, a Austrália formou uma nova força para combater os japoneses próximo de casa. Darwin, inclusive, foi bombardeada. O período das Grandes Guerras é bastante conturbado na história australiana.

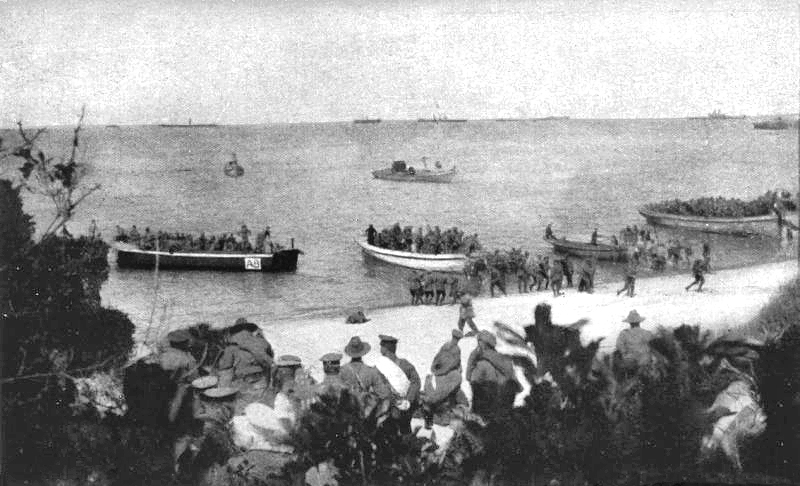
O IV Batalhão Australiano desembarcando na Península Gallipoli, Turquia, em 25 de abril de 1915

## I Guerra Mundial (1914-1918)
A Austrália mandou centenas de tropas para lutar ao lado do Reino Unido na guerra, centenas perderam suas vidas na Batalha de Gallipoli, na costa  turca, e na França. As derrotas e vitórias dos australianos ajudaram a formar a identidade nacional  australiana. Mais de 60000 australianos morreram, 155 000 ficaram feridos. O país instituiu um feriado para relembrar os mortos, o Dia ANZAC (ANZAC Day'), em 25 de abril. Foi em 25 de abril de 1915 que as tropas desembarcaram em Gallipoli.
Em 1916 o Primeiro-ministro trabalhista, Billy Hughes, tornou obrigatório o serviço militar para manter o número de soldados australianos no front. O Partido Trabalhista se opôs à obrigatoriedade, Hughes e seus aliados foram expulsos do partido por terem  mantido a decisão. Em 1916 e de novo em 1917, os australianos foram consultados em um plebiscito sobre o serviço militar — não aprovaram. Hughes se uniu aos liberais para formar o Partido Nacionalista da Austrália, e permaneceu no cargo até 1923, quando foi sucedido por Stanley Bruce. Os Trabalhistas permaneceram fracos e divido na década de 1920. O novo Partido Nacional da Austrália tomou grande parte dos eleitores dos Trabalhistas, que tiveram que se juntar aos Nacionalistas.

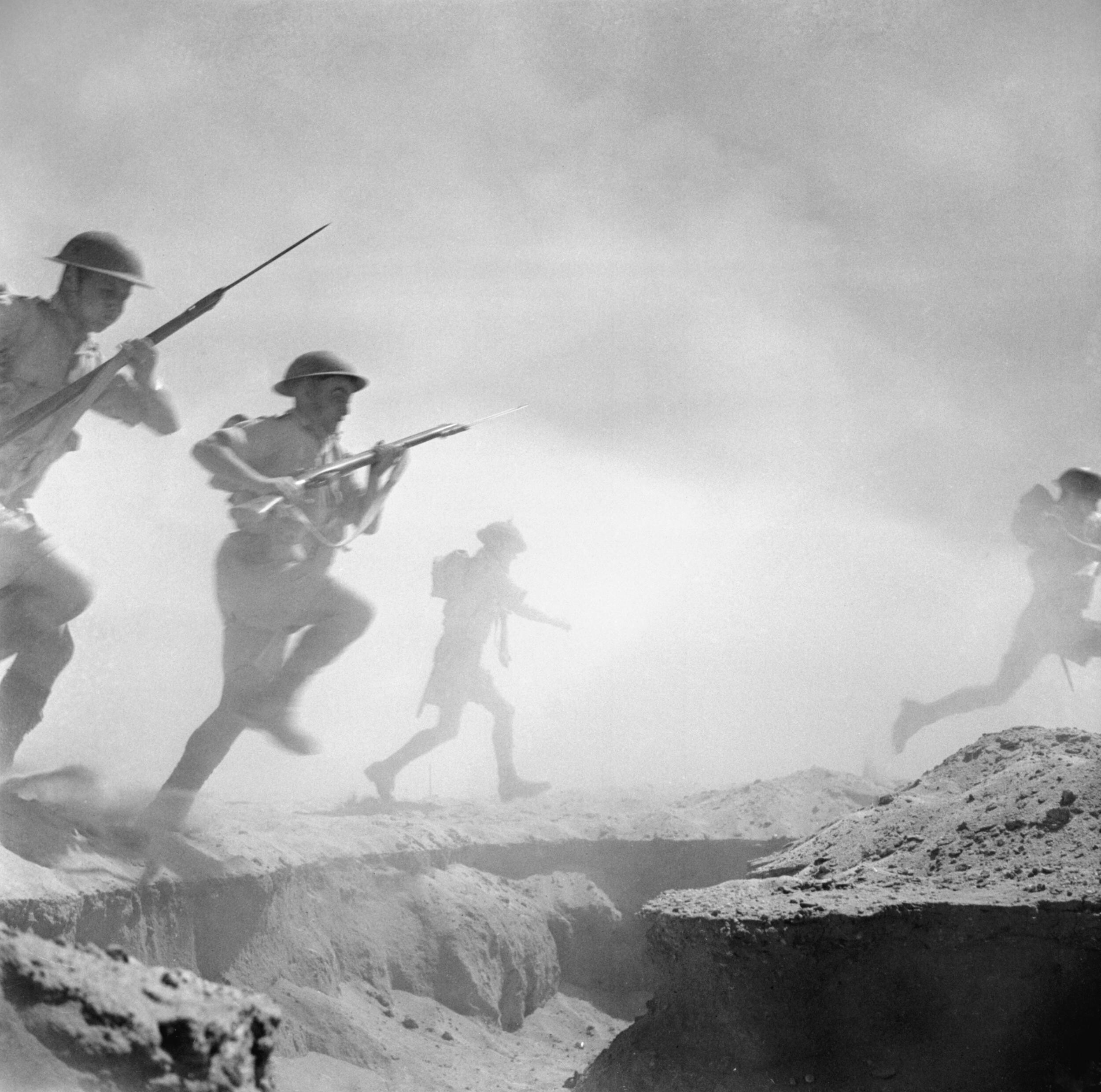
Batalha de El Alamein

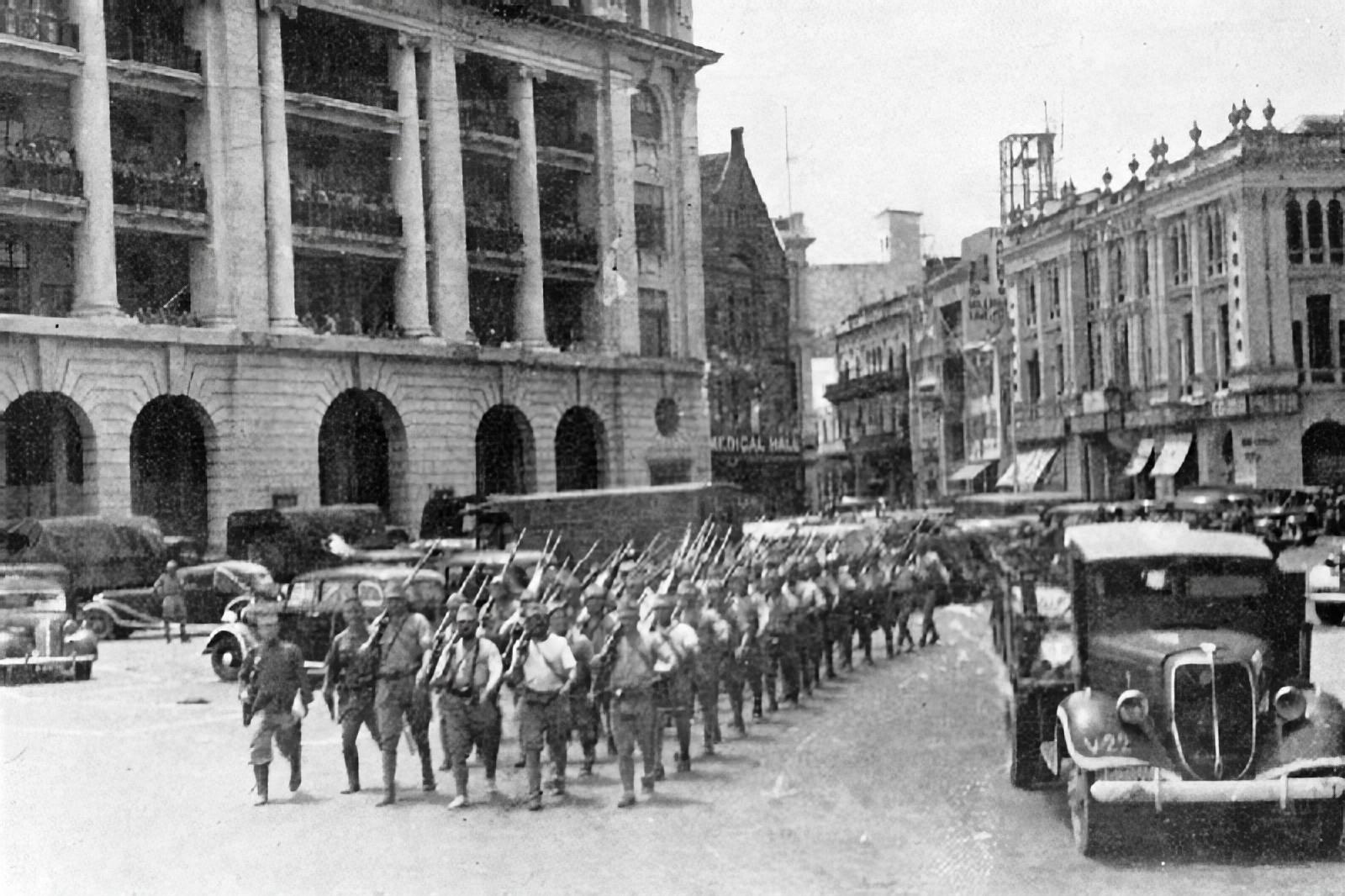
Japoneses marchando na tomada de Singapura

## II Guerra Mundial (1939-1945)
Apesar da experiência mal-sucedida na Turquia, a Austrália voltou a se aliar aos britânicos na II Guerra Mundial. De 1940 a 1941, as forças australianas lutaram no Mediterrâneo, nas operações Compass, no cerco a Tobruk, nas campanhas nos Balcãs, na campanha Síria-Líbano, na Batalha de Creta e na Segunda Batalha de El Alamein.
O partido que tomou o poder na Austrália era o Partido Trabalhista de John Curtin. A guerra começou a chegar em território australiano quando o navio Sydney e o cruzador alemão Kormoran afundaram um ao outro numa batalha naval na costa oeste australiana. 645 australianos morreram no naufrágio.

### Guerra no Pacífico (1942-1945)
Após os ataques a Pearl Harbor e às ilhas aliadas da costa do Pacífico em 8 de dezembro de 1941, o Primeiro-ministro Curtin insistiu em trazer de volta as tropas que estavam em solo europeu para lutar em uma frente no Pacífico. Em 12 de fevereiro de 1942, 15 000 soldados australianos foram feitos reféns na Batalha de Singapura. Alguns dias mais tarde, Darwin, no Território do Norte, foi fortemente bombardeada pelos japoneses. A população entrou em pânico, já que o país nunca tinha sofrido um ataque em seu território. Nos 19 meses seguintes, os japoneses atacaram a Austrália mais de 100 vezes.
Curtin rapidamente fez um acordo com os aliados dos Estados Unidos. O acordo fez com que o General Douglas MacArthur, do Supremo Comando Aliado no Pacífico Sudoeste mudasse suas forças para a Austrália. Em maio de 1942, um submarino japonês afundou alguns navios na Baía de Sydney. Em 8 de junho de 1942, o submarino japonês I-24 chegou a Sydney. O alvo era a Ponte do Porto de Sydney, mas o submarino foi visto e afundado.  
Os japoneses acabaram ficando restritos quando perderam duas batalhas. As forças australianas então lutaram para defender a cidade de Port Moresby, na Nova Guiné. Os australianos venceram a Batalha da Baía Milne e conseguiram atacar as bases do Japão em Bornéu.
A aliança com os Estados Unidos foi formalizada com o nome de Pacto ANZUS em 1951.

## Galeria

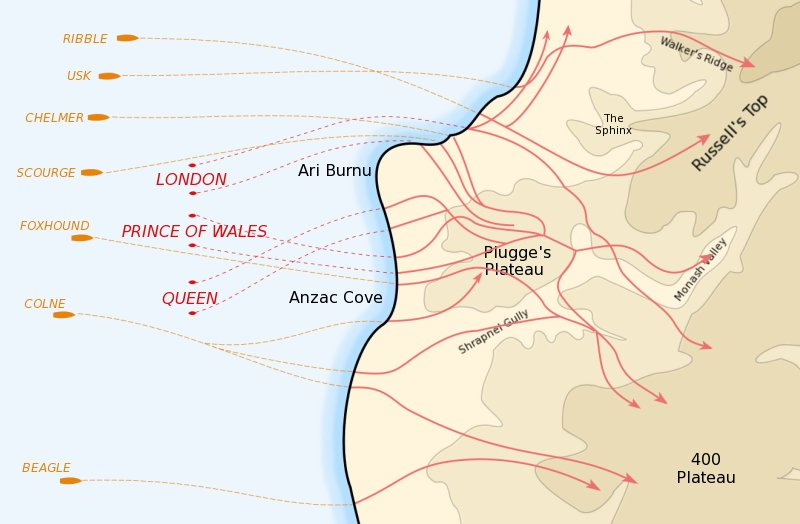
Mapa do desembarque em Gallipoli na I Grande Guerra